# Landhaus Süßenborn

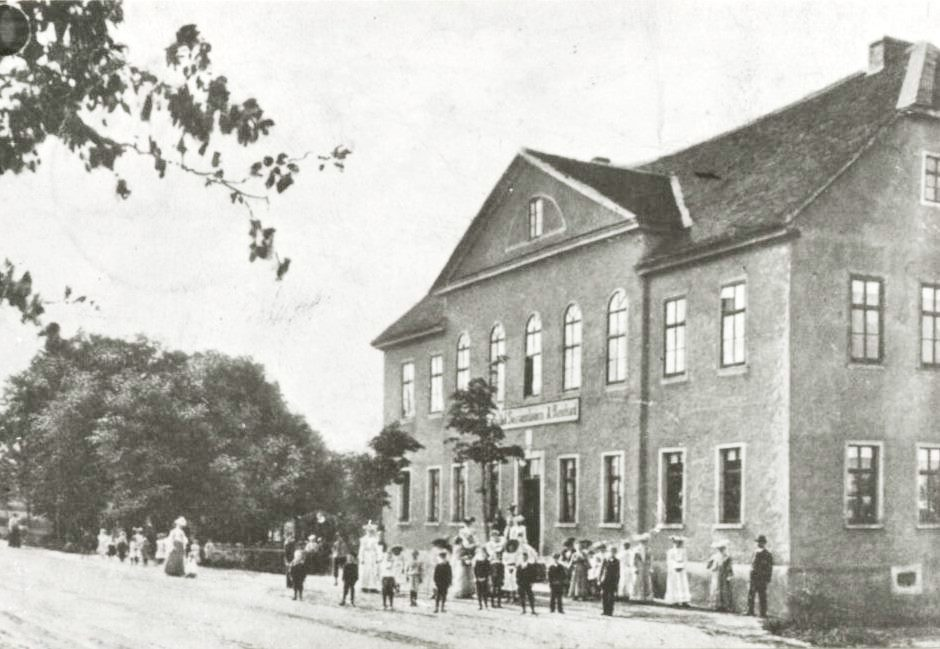
Landhaus Süßenborn (um 1910)

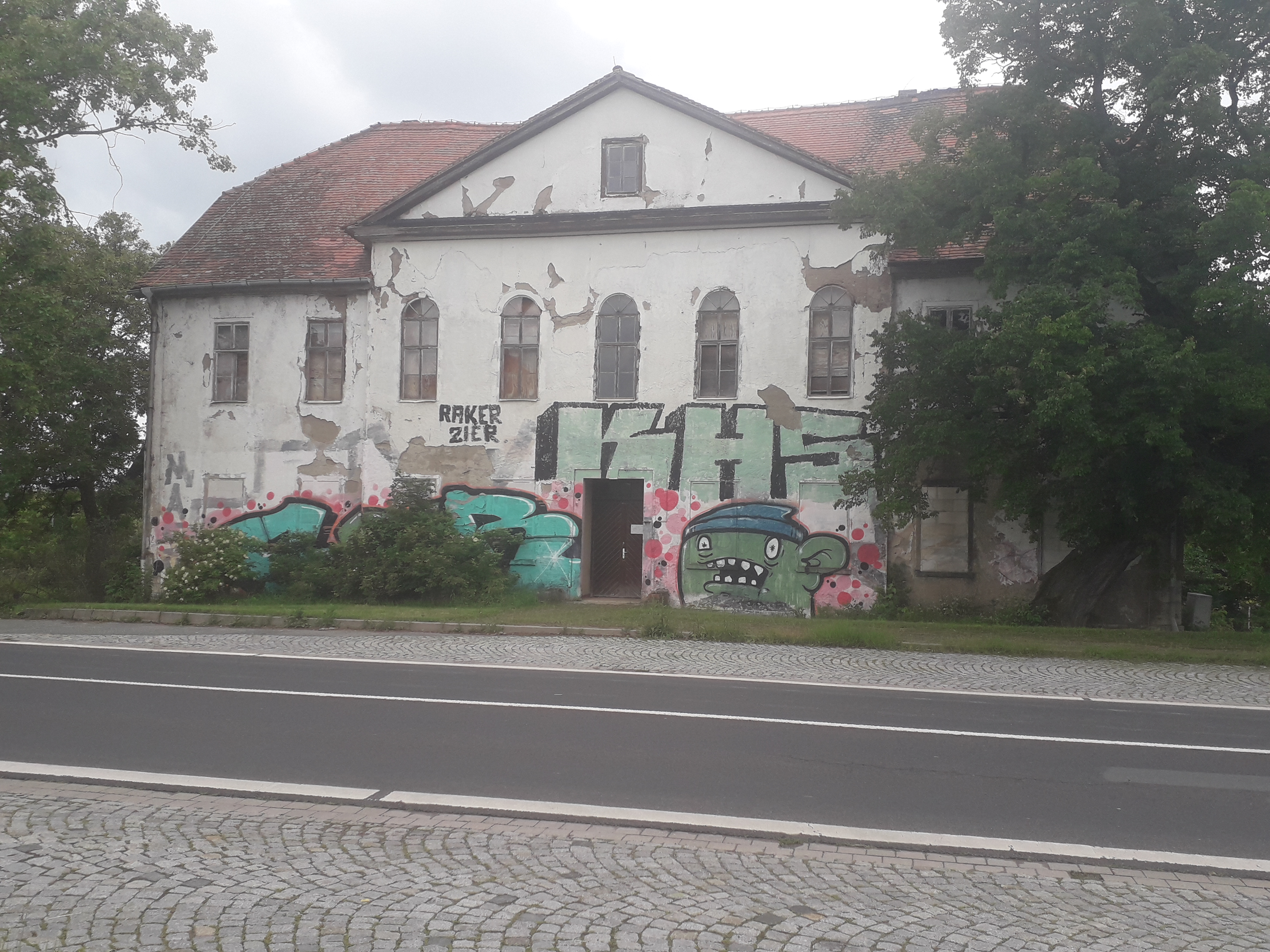
Landhaus Süßenborn (2024)

Das Landhaus Süßenborn ist ein um 1829 entstandenes Chausseehaus, bei dem vermutet wird, dass der sachsen-weimarische Oberbaumeister Clemens Wenzeslaus Coudray den Entwurf lieferte. Die wahrscheinlich erste Erwähnung des Landhauses kam von dem Chronisten Karl Gräbner 1830. Es liegt im Weimarer Ortsteil Süßenborn unmittelbar an der B 7.
Eine Dokumentation und Aufmaß zu dem Gebäude fehlen ebenso wie bauhistorische Recherchen und ein denkmalpflegerisches Konzept. In der Monographie zu Coudray von Rolf Bothe wurde der Bau nicht berücksichtigt, da seine Zuweisung zu Coudray nicht gesichert ist. Möglicherweise geschah das wegen der Unsicherheiten in der Zuschreibung. Der klassizistische Bau wiederum ist Namensgeber für die Landhausallee, die nach Süßenborn führt. Die Benennung erfolgte am 20. September 1995. Das Gebäude mit der Anschrift Landhausallee 12 ist stark sanierungsbedürftig und steht als Gasthaus Süßenborn auf der Liste der Kulturdenkmale in Süßenborn.
Das Gebäude wurde lange als Landgasthaus genutzt.